# سوره (ورامین)
سوره (ورامین)، روستایی از توابع بخش جوادآباد شهرستان ورامین در استان تهران ایران است. جنوباً به همسایگی هفت جوبه ، شمالاً به روستای فتح آباد ، شرقاً به روستای بوالعرض و غرباً به روستای معین آباد می باشد که مردمی مذهبی و مهمان دوست هستند. سوره به دو قسمت تقسیم میشود سوره و بر بند که بیشتر از عشایر هداوند هستند. یکی از روستا های قدیمی بخش جواد آباد که در ۱۷ کیلومتری شرقی شهر ورامین می باشد . با درختان کهنسال که عمر درختان بیش از ۳۰۰ سال نشان می دهد با دشتی سرسبز و حاصلخیز که بیشترین محصولات غلات ، صیفی جات ، پنبه ، علوفات دامی ، حبوبات و دامپروری و مرغداری و کارگاهی صنعتی نیز مشغول می باشد .

## جمعیت
این روستا در دهستان بهنام عرب جنوبی قرار دارد و براساس سرشماری مرکز آمار ایران در سال ۱۳۸۵، جمعیت آن ۱۰۲ نفر (۲۳خانوار) بوده‌است تمام خانواده های آن میرزایی(از طایفه هداوند)هستند.

## تاریخچه
دارای آثار تاریخی مذهبی من جمله امامزاده دو سید ، قلعه یا تپه نقارخانه و قلعه مسکونی چارکول سوره و خانه ارباب معتمد لاریجانی می باشد.

### امامزاده دو سید روستای سوره
بقعه دو سید بزرگوار در کنار جاده سوره به بوالعرض واقع شده با گنبدی اهرمی شکل متوسط است که از چهار طرف درب ورودی دارد که شباهت زیادی به امامزاده طاهر طاهر آباد دارد . مقبره دو سید بزرگوار در زیر گنبد وسط اتاق حرم واقع شده است . ابعاد داخل حرم مطهر ۶/۵*۸ متر طول و عرض است . با مصالحی از خشت گل است که ضخامت دیواره هایش بیش از ۲ متر است . در چند سال اخیر مرمتی از طرف مردم جهت جلوگیری از تخریب انجام شده . چهار طرف بقعه دیواری به صورت حمال ساخته شده . بدون ضریح و متولی است ، ضمن یادآوری که قلعه یا تپه در ضلع جنوب و جنوب شرقی فاصله ۵۰۰ متر دیده می شود و در ۱ کیلومتری شمال غربی تپه یا قلعه و نقاره خانه وجود دارد و در مسیر راه سوره قلعه مسکونی معین آباد با چهار برج دیده می شود بسیار زیبا و دیدنی که در دست بررسی ثبت آثار ملی است . در راه قلعه معین آباد آثار عمیقی از رانش زمین در چند سال اخیر دیده می شود که بعضی گمان می کنند این مسیر ری باستان می باشد و خانه ارباب محیط لاریجانی و قلعه مسکونی روستای معین آباد و قلعه مسکونی چهار برجی معین آباد دیده می شود .
آدرس : جاده قلعه سین ، دو راهی معین آباد ، کیلومتر ۱۰ شرقی شهر ورامین .